# 1298
1298 (MCCXCVIII) a fost un an obișnuit al calendarului iulian, care a început într-o zi de vineri.

## Evenimente
- 23 iunie: Dieta de la Mainz: Adolf de Nassau este depus de electorii germani.
- 2 iulie: Bătălia de la Göllheim: Albert I de Habsburg înfrânge pe Adolf de Nassau-Weilburg; acesta din urmă cade pe câmpul de luptă.
- 22 iulie: Bătălia de la Falkirk: scoțienii conduși de William Wallace sunt înfrânți de regele Eduard I al Angliei, care reia controlul asupra Scoției.
- 9 septembrie: Bătălia navală de la Curzola: flota genoveză înfrânge pe cea venețiană; printre prizonieri se numără Marco Polo, care își va dicta memoriile asupra călătoriei sale în Asia în închisoarea din Genova.

## Arte, Știință, Literatură și Filosofie
- Giotto începe lucrările la campanila domului din Florența.
- Sfântul Ambrosie, Sfântul Augustin, Sfântul Ieronim și papa Grigore I sunt numiți primii doctori ai Bisericii catolice.

## Nașteri
- 12 decembrie: Albert al II-lea de Austria, 59 ani (d. 1358)
- Ibn Juzayy, om de știință arab (d. 1340)
- Ulrich al III-lea de Wurttemberg (d. ?)

## Decese
- 2 iulie: Adolf de Nassau-Weilburg, împărat romano-german (n.c. 1255)
- 13 iulie: Giacopo de Voragine, cronicar și episcop de Genova (n. 1228)
- 23 iulie: Thoros al III-lea, rege al Armeniei (n.c. 1271)

- Giovanni de Procida, doctor și diplomat italian (n. 1210)
- Jamaleddin Ibn Wassel, diplomat, jurist și cronicar din Egipt (n. 1207)
- Smileț, țar al Bulgariei (1292-1298), (n. ?)
- Thomas Learmonth, menestrel scoțian (n. ?)

## Înscăunări
- Albert I de Habsburg, ca rege roman (a doua domnie), (1298-1308).